# Чхо Йон Че
Чхо Йон Че (15 січня 1999 ) — південнокорейський стрілець, срібний призер Олімпійських ігор 2024 року.

## Виступи на Олімпіадах
| Олімпіада  | Дисципліна                              | Місце |
| ---------- | --------------------------------------- | ----- |
| Париж 2024 | пневматичний пістолет, 10 метрів        | 14    |
| Париж 2024 | пневматичний пістолет, 10 метрів, мікст | 7     |
| Париж 2024 | швидкісний пістолет, 25 метрів          | 2     |

## Зовнішні посилання
- Чхо Йон Че на сайті ISSF (англійська)